# Francis Xavier Dercum

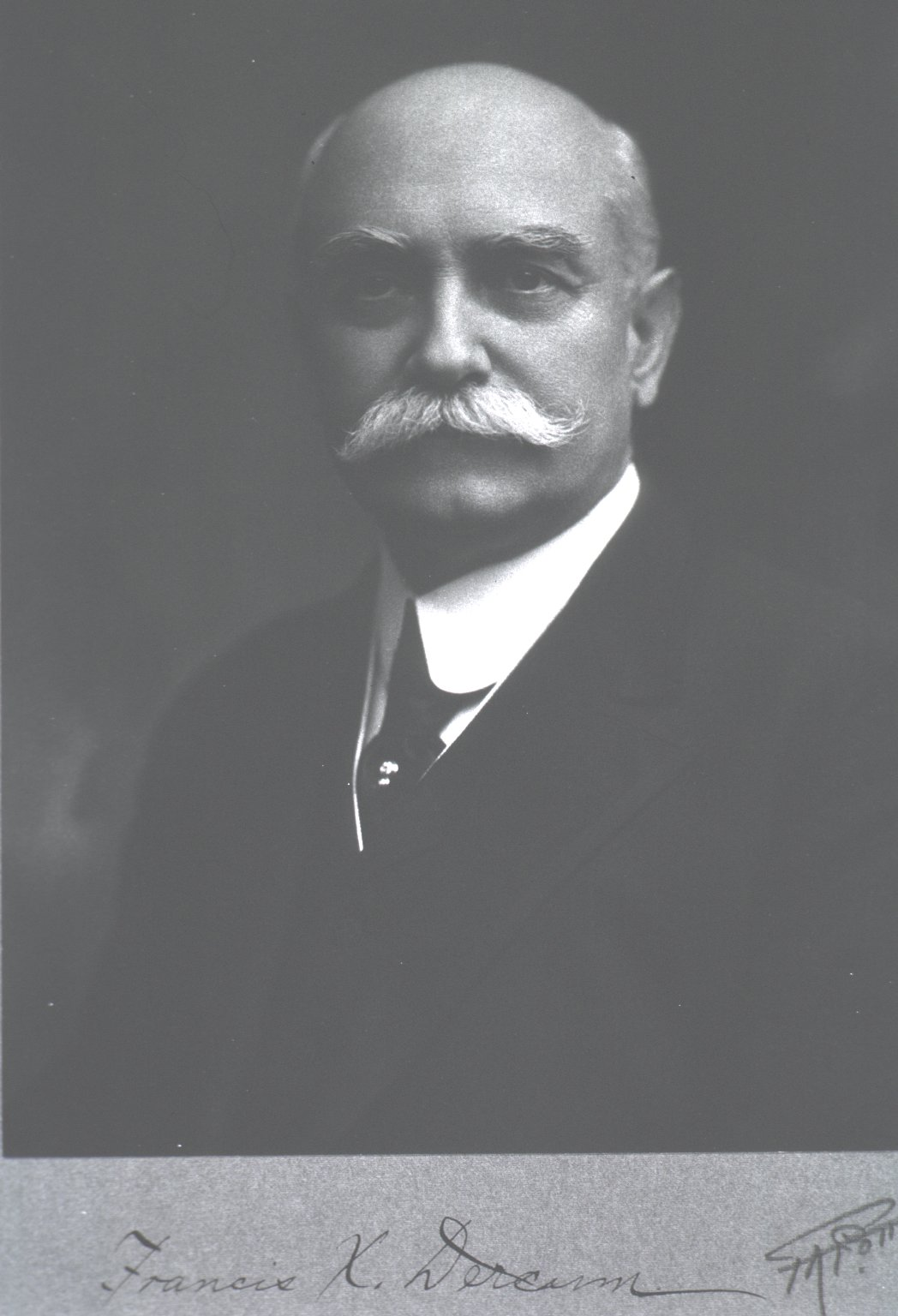
Francis X. Dercum

Francis Xavier Dercum (* 10. August 1856 in Philadelphia; † 24. April 1931) war ein US-amerikanischer Neurologe und Namensgeber der Krankheit Morbus Dercum.

## Leben und Karriere
Francis Xavier Dercum entstammte einer gutsituierten Kaufmannsfamilie mit englischen Vorfahren.
Nach dem Besuch der Central High School in Philadelphia begann er mit dem Medizinstudium an der University of Pennsylvania, das er 1877 mit der Promotion abschloss. Von 1878 bis 1883 war er Prosektor der Histologie und Physiologie an gleicher Wirkungsstätte. Anschließend war er u. a. als Pathologe am „State Hospital for the Insane“ in Norristown (Pennsylvania) tätig und wurde bald darauf Privatdozent. 1884 wurde er Leiter der neurologischen Klinik der University of Pennsylvania.
Ab 1887 war er als Neurologe am Philadelphia Hospital tätig. 1892 wurde er Leiter der Abteilung für klinische Neurologie am „Jefferson Medical College“ und übernahm 1900 die neugegründete Abteilung für nervale und mentale Krankheiten, der er bis zu seiner Emeritierung 1925 vorstand.
1931 verstarb er während einer Tagung der American Philosophical Society, deren Mitglied er seit 1892 war, an einem Herzinfarkt.
Bereits früh wurde er aktives Mitglied verschiedener Gesellschaften, unter anderem der Academy of Natural Sciences. Er gründete die „Philadelphia Neurological Society“, wurde Mitglied und bald Präsident der „American Neurological Society“ sowie des „College of Physicians of Philadelphia“, war Mitbegründer der Anthropological Society, Mitglied der Societé de Neurologie de Paris und der Ehrenlegion.
Er war mit Elizabeth De Haven Comply verheiratet. Er besaß einen Doktortitel in Philosophie und war Präsident der American Philosophical Society.

## Verdienste
Gemeinsam mit Eadweard Muybridge dokumentierte er erstmals neurologische Erkrankungen fotografisch.

## Publikationen
- 1895: „Textbook on Nervous Diseases by American Authors“
- 1913: „A Clinical Manual of Mental Diseases“
- 1916: „Hysteria and Accident Compensation“
- 1917: „Rest, Suggestion and Other therapeutic Measures in Nervous and Mental Diseases“
- 1922: „An essay on the Physiology of Mind“
- 1924: „The Biology of Internal Secretions“
- 1925: „The Physiology of the Mind“